# 弗罗茨瓦夫总主教宫
弗罗茨瓦夫总主教宫（波蘭語：Pałac arcybiskupi we Wrocławiu），原名副主教宫 （德語：Haus der Suffragane），是波蘭弗罗茨瓦夫的一座历史建筑，弗罗茨瓦夫总主教的住所，位于主教座堂街（波兰语：Ulica Katedralna）11号。

## 历史
13世纪，布雷斯劳主教开始在座堂岛建造自己的主教府邸。主教宫在14、15、16和17世纪都陆续有所扩建。在18世纪中叶大火后，1766年至1769年，建成了一座巴洛克风格的副主教宫。1792年又以古典主义风格重建。
1983年6月21日，若望保禄二世前往弗罗茨瓦夫朝圣时，就住在弗罗茨瓦夫总主教宫。